# Kamenka (Kaliningrad, Polessk)
Kamenka (russisch Каменка, deutsch Steinau) ist ein Ort in der russischen Oblast Kaliningrad. Er gehört zur kommunalen Selbstverwaltungseinheit Stadtkreis Polessk im Rajon Polessk.

## Geographische Lage
Kamenka liegt drei Kilometer südlich des Kurischen Haffs und zehn Kilometer westlich der Stadt Polessk (Labiau) und ist über eine Stichstraße zu erreichen, die von der Kommunalstraße 27K-106 von Slawjanskoje (Pronitten) über Nikitowka (Lablacken) nach Uschakowka (Kampkenhöfen) abzweigt. Die nächste Bahnstation ist Slawjanskoje an der Bahnstrecke Kaliningrad–Sowetsk (Königsberg–Tilsit).

## Geschichte
Der einst Steinau genannte Ort war ursprünglich ein Vorwerk zum Gut Lablacken (heute russisch: Nikitowka). Erst am 16. Oktober 1909 wurde aus dem Vorwerk der selbständige Gutsbezirk Steinau gebildet, der in den schon bestehenden Amtsbezirk Lablacken eingegliedert wurde. Dieser war Teil des Kreises Labiau im Regierungsbezirk Königsberg der preußischen Provinz Ostpreußen. Die Einwohnerzahl Steinaus belief sich im Jahre 1910 auf 66.
Steinau verlor am 30. September 1928 seine Eigenständigkeit wieder, als das Gutsdorf sich mit den Gutsbezirken Annenhof (heute russisch: Rybkino) und Lablacken zur neuen Landgemeinde Lablacken zusammenschloss.
Im Jahr 1945 kam Steinau mit dem nördlichen Ostpreußen zur Sowjetunion. Im Jahr 1947 erhielt der Ort die russische Bezeichnung Kamenka, in etwa die wörtliche Übersetzung, und wurde gleichzeitig dem Dorfsowjet Slawjanski selski Sowet im Rajon Polessk zugeordnet. Von 2008 bis 2016 gehörte Kamenka zur Landgemeinde Turgenewskoje selskoje posselenije und seither zum Stadtkreis Polessk.

## Kirche
Die Bevölkerung Steinaus war vor 1945 überwiegend evangelischer Konfession. Das Dorf gehörte zum Kirchspiel der Kirche Groß Legitten (heute russisch: Turgenewo) im Kirchenkreis Labiau in der Kirchenprovinz Ostpreußen der Kirche der Altpreußischen Union. Der kirchliche Bezug von Kamenka zur Kirche Turgenewo besteht heute wieder, seit in den 1990er Jahren sich in Turgenewo eine neue evangelisch-lutherische Gemeinde gebildet hat. Sie ist eine Filialgemeinde der Auferstehungskirche in Kaliningrad (Königsberg) in der Propstei Kaliningrad der Evangelisch-lutherischen Kirche Europäisches Russland.